# Le Cheik blanc
Pour plus de détails, voir Fiche technique et Distribution.
Le Cheik blanc (Lo sceicco bianco), connu également sous le titre Courrier du cœur, est un film italien en noir et blanc de Federico Fellini sorti en 1952. Il s'agit du premier film réalisé par Fellini seul.

## Synopsis
Ivan veut profiter de son voyage de noces à Rome pour présenter sa jeune épouse Wanda à sa famille et obtenir une audience du Pape. Wanda préfère partir à la rencontre de son idole, le Cheik blanc, héros de romans-photos dont elle suit assidûment les aventures. Elle découvre qu’il n’est qu’un héros de pacotille, lâche et vulgaire. Ne sachant où elle est, Ivan est désespéré et tente de dissimuler sa disparition à sa famille.

## Fiche technique
- Titre original : Lo sceicco bianco
- Titre français : Le Cheik blanc
- Réalisation : Federico Fellini
- Sujet : Federico Fellini, Michelangelo Antonioni et Tullio Pinelli
- Scénario : Federico Fellini, Tullio Pinelli et Ennio Flaiano
- Direction artistique : Raffaele Tolfo
- Photographie : Arturo Gallea
- Son : Armando Grilli, Walfrido Traversari
- Montage : Rolando Benedetti
- Musique : Nino Rota
- Producteur : Luigi Rovere
- Directeur de production :Enzo Provenzale
- Société de production : P.D.C.
- Société de distribution : Les Films du Centaure
- Pays d'origine :  Italie
- Langue originale : italien
- Format : noir et blanc — 35 mm — 1,37:1 — son Mono
- Genre : Comédie dramatique
- Durée : 85 minutes
- Dates de sortie : 
  -  Italie : 6 septembre 1952 (Biennale de Venise)
  -  France : 7 octobre 1955

## Distribution
- Brunella Bovo : Wanda Cavalli
- Leopoldo Trieste : Ivan Cavalli
- Alberto Sordi (VF : Georges Aminel) : Fernando Rivoli, le Cheik blanc
- Giulietta Masina : Cabiria
- Fanny Marchiò : Marilena Vellardi
- Ernesto Almirante : le metteur en scène de romans-photos
- Enzo Maggio : le concierge de l'hôtel
- Lilia Landi : Felda
- Gina Mascetti : l'épouse de Fernando
- Ettore Maria Margadonna : l'oncle d'Ivan

## Analyse
Sans nier l’importance du rêve, qui permet d’échapper aux contingences frustrantes de la réalité, Fellini nous montre qu'il peut être néfaste de n'avoir ni espoir ni foi, éléments nécessaires de la vie.

## Accueil
« Lo Sceicco bianco est fait de bric et de broc, et les experts trouveront sans doute à redire au point de vue de la technique. Le public, de son côté, risque d’être dérouté par la nonchalance dont semble témoigner par moments le réalisateur. Lo Sceicco bianco est le contraire d’un ouvrage léché, policé, rassurant. Il est permis de ne pas l’apprécier de bout en bout, d’être irrité ou décontenancé lorsque Fellini, se laissant aller à sa verve (plus qu’à sa désinvolture), passe brusquement du cocasse au pathétique, mais je ne crois pas qu’on puisse regretter de l’avoir vu, surtout si l’on a aimé Les Vitelloni et La strada. »

— Jean de Baroncelli, Le Monde, 18 octobre 1955

## Autour du film
- Ce film marque le début de la coopération de Fellini avec Nino Rota pour les musiques de ses films.
- Giulietta Masina y fait une première apparition dans le rôle de la prostituée Cabiria, que l'on retrouvera en 1957 dans Les Nuits de Cabiria.